# Malcolm Turnbull
Malcolm Bligh Turnbull (născut la 24 octombrie 1954 la Sydney) este un politician australian, prim-ministru al Australiei, din septembrie 2013 până în august 2018, și lider al Partidului Liberal (de orientare conservatoare). A mai fost lider al partidului în opoziție în anii 2008-2009. Turnbull este deputat în parlament din partea circumscripției Wentworth, suburbie la est de Sydney din anul 2004. Este avocat și bancher ca profesie de bază

## Biografie

### Anii de copilărie și de studii
Malcolm Turnbull s-a născut la Sydney în 1954 ca fiu al lui Bruce Bligh Turnbull and Coral Magnolia Lansbury. Bunica sa maternă,May Lansbury (născută Morle), era născută în Anglia. Tatăl său era agent hotelier, iar mama sa - actriță de teatru radiofonic și scriitoare, verișoară îndepărtată a actriței de film și televiziune Angela Lansbury. Numele mijlociu Bligh pe care il poarta adesea membrii masculini ai familiei, provine de la un ilustru strămoș. William Bligh, al patrulea guvernator al coloniei New South Wales în vremea Rebeliunii Romului din 1808.
Părinții lui Turnbull s-au despărțit când el a avut nouă ani, mama plecând mai întâi în Noua Zeelandă și apoi, în Statele Unite. De atunci, Turnbull a fost crescut de atunci de tatăl său.  
El a învățat primi trei ani de școală la Școala publică Vaucluse, apoi a urmat școala preparatorie St.Ives la Sydney Grammar School, cu regim de internat.
În anii de liceu a stat la internatul fostului campus Randwick al școlii din urmă, orele de curs ținându-se în campusul principal din College Street.A beneficiat acolo de o bursă parțială. Turnbull s-a distins la învățătură, cu deosebire la literatură engleză și istorie. În memoria tatălui său el a înființat mai târziu,în anul 1987, o bursă Bruce Turnbull pentru elevi nevoiași la Sydney Grammar School.
Turnbull a studiat apoi la Universitatea din Sydney, unde a obținut licența în arte si drept.
În continuare a urmat studii la Brasenose College la Universitatea Oxford, cu bursa Rhodes, obținând licența în drept civil.

### Avocat și om de afaceri
Înainte de a intra în politică Turnbull , a lucrat ca ziarist, avocat, apoi în domeniul bancar de investiții și a capitalului de risc (Banca Turnbull et Co. Ltd). El și-a crescut capitalul prin  investiții în compania de internet Ozemail, prima companie tehnologică australiană lansată pe Nasdaq. În 1994 el a cumpărat acțiuni ale acestei companii cu 356,450 dolari, iar după cinci ani le-a vândut cu 40,600,000 dolari.
În anul 1986 s-a evidențiat Turnbull ca tânăr avocat în procesul mult comentat în mass media, prin care a încercat guvernul lui Margaret Thatcher sa împiedica apariția în Australia a cărții „Spycatcher” (Vânătorul de spioni), memoriile lui Peter Wright, fost agent al M15. Curtea a permis în cele din urma publicarea cărții.

### Activitatea politică
În 1993-2000 a condus Mișcarea Republicană Australiană care s-a luptat pentru încetarea sistemului monarhic și instaurarea republicii în Australia. La referendumul organizat in jurul acestei probleme electoratul a hotărât menținerea monarhiei cu 55% din voturi față de 45% care au votat pentru schimbare. 
Turnbull a funcționat pentru scurtă vreme ca ministru al mediului și apei în cabinetul Howard în 2007. În septembrie 2008 a fost ales lider al Partidului Liberal, devenind șeful opoziției.
Turnbull a fost un oaspete mult căutat și erudit în emisiunile de pe canalele de televiziune în țara sa. 
În noiembrie 2009 sprijinul său pentru planul de reducere a poluării cu carbon propus de guvernul laburist a divizat rândurile Partidului Liberal. La un vot intern în luna următoare el a pierdut poziția de lider al partidului in favoarea lui Tony Abbott la diferență de un vot.
Inițial a cântărit părăsirea vieții politice, dar în cele din urmă a rămas deputat în parlament și ulterior a devenit ministru al comunicațiilor în guvernul Abbot in septembrie 2013. 
În septembrie, în împrejurările scăderii popularității primului ministru Abbott, Turnbull a demisionat pentru a candida contra acestuia la funcția de lider al partidului. Obținând 54 contra 44 voturi Turnbull a fost reales după 7 ani la conducerea Partidului Liberal. A doua zi i-a succedat lui Tony Abbott in fruntea guvernului Australiei.
Malcolm Turnbull este căsătorit cu Lucy, născută Hughes, femeie de afaceri,  prima femeie aleasă ca primar al orașului Sydney în anii 2003-2004. Lucy Turnbull este fiica fostului ministru federal al justiției Tom Hughes și nepoata criticului de artă și autor Robert Hughes. Cuplul are doi copii.
Crescut în religia creștină presbiteriană, Turnbull a trecut la religia romano-catolică în urma legăturii cu soția sa.
Se estimează că averea sa personală a fost în 2010 în valoare de 180 milioane de dolari australieni, ceea ce l-a făcut unicul politician de pe lista celor 200 oameni cei mai bogați din Australia „BRW Rich 200.” El nu a mai figurat pe această listă în anul 2014.

## Cărți
- The Spycatcher Trial, 1988,
- The Reluctant Republic, 1993,
- Fighting for the Republic: the Ultimate Insider's Account, 1999,